# Renan Brito Soares
Renan Brito Soares (Viamão, 1985. január 24.) brazil labdarúgó, jelenleg a Valencia CF és a Brazil labdarúgó-válogatott kapusa.

### Fordítás
Ez a szócikk részben vagy egészben  a   Renan Brito Soares című angol Wikipédia-szócikk fordításán alapul.  Az eredeti cikk szerkesztőit annak laptörténete sorolja fel. Ez a jelzés csupán a megfogalmazás eredetét és a szerzői jogokat jelzi, nem szolgál a cikkben szereplő információk forrásmegjelöléseként.
- Adatlapja a Valencia CF hivatalos honlapján.